# Fullerton (Califòrnia)
Fullerton és una ciutat del Comtat d'Orange (Califòrnia). Segons el cens del 2000 tenia 126.003 habitants.

## Demografia
Segons el cens del 2000, Fullerton tenia 126.003 habitants, 43.609 habitatges, i 29.610 famílies. La densitat de població era de 2.191,4 habitants/km².
Dels 43.609 habitatges en un 33% hi vivien nens de menys de 18 anys, en un 51,8% hi vivien parelles casades, en un 11% dones solteres, i en un 32,1% no eren unitats familiars. En el 23,5% dels habitatges hi vivien persones soles el 7,3% de les quals corresponia a persones de 65 anys o més que vivien soles. El nombre mitjà de persones vivint en cada habitatge era de 2,83 i el nombre mitjà de persones que vivien en cada família era de 3,37.
Per edats la població es repartia de la següent manera: un 25,1% tenia menys de 18 anys, un 11,5% entre 18 i 24, un 32,3% entre 25 i 44, un 19,8% de 45 a 60 i un 11,3% 65 anys o més.
L'edat mediana era de 33 anys. Per cada 100 dones de 18 o més anys hi havia 96,1 homes.
La renda mediana per habitatge era de 50.269 $ i la renda mediana per família de 57.345 $. Els homes tenien una renda mediana de 40.674 $ mentre que les dones 31.677 $. La renda per capita de la població era de 23.370 $. Entorn del 8% de les famílies i l'11,4% de la població estaven per davall del llindar de pobresa.

## Fills il·lustres
- Tui St. George Tucker (1924-2004). compositora musical.

## Poblacions properes
El següent diagrama mostra les poblacions més properes.